# Schloss Nový Zámek

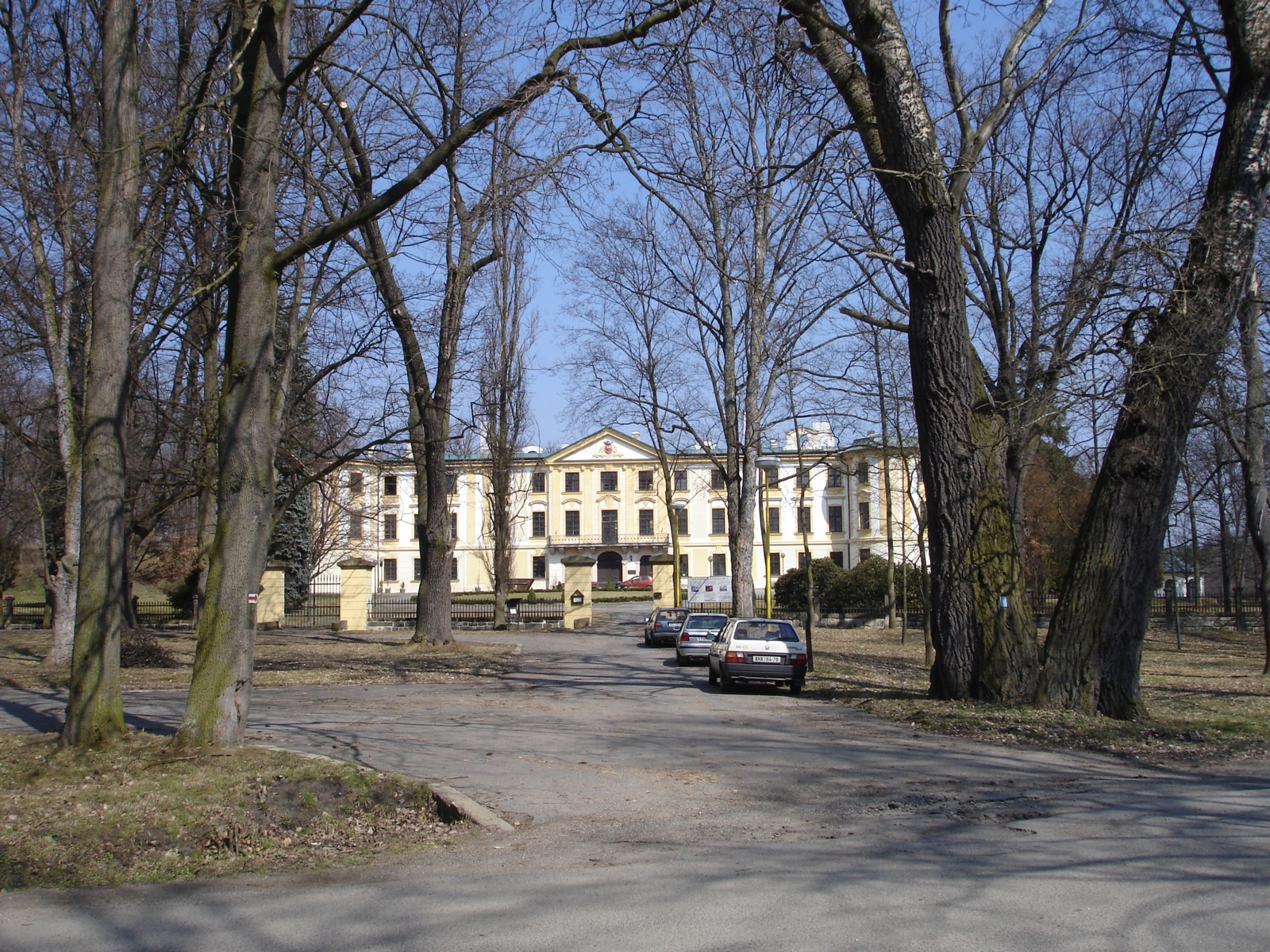
Neuschloß von der Ortsmitte in Zahrádky

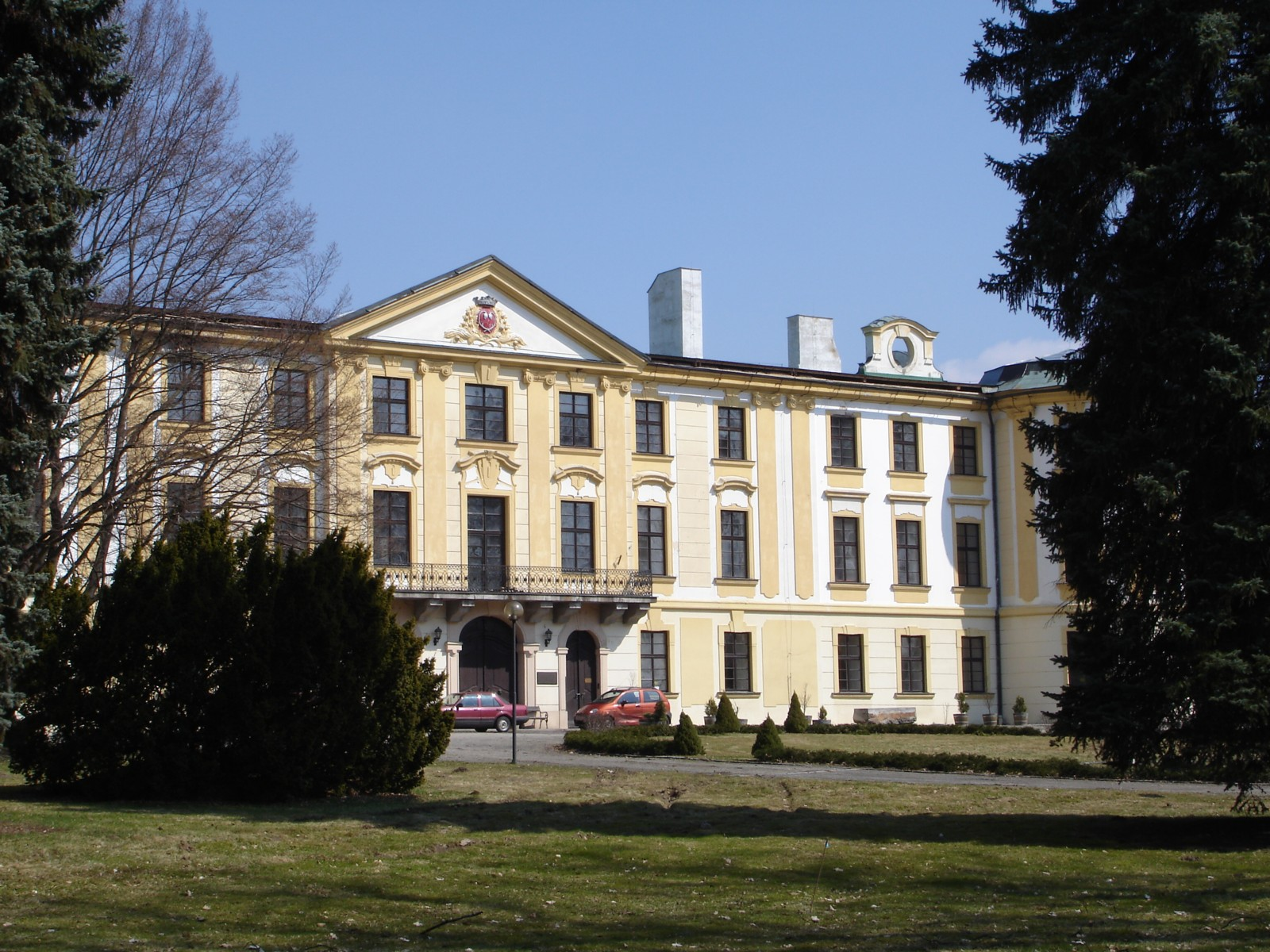
Neuschloß nach dem Brand

Nový zámek, auch Nový Vítkovec (deutsch Schloss Neuschloß, Neuschloss) wird das Barock-Schloss in Zahrádky u České Lípy (Neugarten) in Nordböhmen (Tschechien) genannt. Das Schloss ist von einer der bedeutendsten Englischen Parkanlagen in Tschechien umgeben. Im Jahre 2003 wurde das Schlossgebäude durch einen Großbrand fast völlig zerstört.

## Geschichte
Im Jahre 1376 wurde erstmals die Burganlage Nový Vítkovec als Neues Haus auf dem Felssporn über dem Robitzer Bach erwähnt. Eigentümer waren die Herren von Mniechov (Miechow), welche die Burg nach 1480 an die Herren von Wartenberg verkauften. Diese bauten die Anlage in den Jahren 1547–1550 um und errichteten ein stattliches Renaissanceschloss, das zu dieser Zeit als das größte und prächtigste in Böhmen galt. 1575 wurde der Herrschaftssitz, der 1547 zum Lehen der böhmische Krone gewandelt worden war, wieder zum freien Allodbesitz und hatte den Namen Neuschloß.
Nach der Schlacht am Weißen Berg 1620 wurde Johann Georg von Wartenberg aus der Linie Tetschen, der 1617 seine Ansprüche auf die Grundherrschaft nach längerem Streit gegen andere Familienmitglieder durchgesetzt hatte, enteignet. 1623 wurde der Feldherr Albrecht von Wallenstein Eigentümer, der einige barocke Umbauten vornahm und die schnurgerade Lindenallee über die Fasanerie ins Gründeltal anlegen ließ. Nach dessen Ermordung 1634 war Neuschloß mit der Herrschaft Böhmisch Leipa das einzige seiner konfiszierten Besitztümer, das seiner Witwe Herzogin Isabella Katharina von Friedland, geb. Gräfin von Harrach (1601–1654) als Witwensitz belassen wurde. Ihre Tochter Prinzessin Maria Elisabeth von Friedland (1626–1662), ehelichte 1645 Reichsgraf Rudolph von Kaunitz, dessen Familie zur Zeit Kaiserin Maria Theresias durch den österreichischen Staatskanzler und Gegenspieler König Friedrichs des Großen, Fürst Wenzel Anton von Kaunitz großen Ruhm erwarb. In weiteren Jahren führten Neuerwerbungen zu dem späteren Landtafelgut Neuschloß mit Böhmisch Leipa und Hauska und die Fideikommissherrschaft Neuschloß-Leipa wurde errichtete. Ende des 18. Jahrhunderts wurde Neuschloß im Stile des Barock umgebaut und behielt das Aussehen bis nach der Enteignung 1945. (Hans Ulrich Engel: Burgen und Schlösser in Böhmen – Nach alten Vorlagen, Frankfurt am Main, 2. Auflage 1978, ISBN 3 8035 8013 7, S. 49, Abb. S. 175)
Unter Michael Karl Josef Graf von Kaunitz war dessen Sohn Vinzenz, ein großer Förderer der Naturwissenschaften und der Astronomen Alois Martin David weilte mehrmals als Gast des Hauses im Schloss. Im 19. Jahrhundert wurden auch Teile der Umgebung im romantischen Sinne umgestaltet. Ein typisches Beispiel dafür ist die künstliche Felsenburg Jiljov (Veilchenburg). Auch der nahe Höllengrund wurde mit Wegen erschlossen und eine Kahnfahrt durch die Felsenschlucht eingerichtet.
Nach dem Tod des Reichsgrafen Albrecht von Kaunitz (1829–1897), gelangte das Schloss in den Besitz seiner ältesten Tochter Marie (* 28. März 1855; † 18. Januar 1918) verheiratet mit Egon Karl Prinz zu Hohenlohe-Waldenburg-Schillingsfürst. Nachdem Marie Prinzessin zu Hohenlohe-Waldenburg-Schillingsfürst verwitwet war und in finanzielle Schwierigkeiten geriet, musste sie Neuschloss an den Mann ihrer Schwester Eleonore Gräfin Kaunitz, Géza Graf Andrássy von Csíkszentkirály und Krasznahorkay verkaufen. Dieser schenkte es seiner Tochter Marizza Gräfin Andrássy, welche mit Prinz Johannes von und zu Liechtenstein verheiratet war. Marizza von Liechtenstein wiederum schenkte 1936 Neuschloß zu gleichen Teilen ihren Söhnen Emanuel und Johannes Liechtenstein.
1945, nach Ende des Zweiten Weltkriegs, wurde das Haus Liechtenstein entschädigungslos enteignet und die Tschechoslowakei Eigentümer der gesamten Schlossanlage. Der Wirtschaftshof des Schlosses wurde während der Zeit des Kommunismus zu einem Staatsgut umgewandelt, das Schloss selbst wurde fortan von der tschechischen Karlsuniversität Prag als Schulungs- und Fortbildungsstätte genutzt. Als solche war das Schloss für die Öffentlichkeit nur teilweise zugänglich. 1992 wurde im Schloss ein Hotel eingerichtet.

Informationstafel vor dem Schloss

Am 30. Januar 2003 brach im Dachstuhl von Neuschloß ein Brand aus, welcher in kürzester Zeit den gesamten Dachbereich erfasste. Durch herabstürzende Trümmer und eindringendes Löschwasser wurde das gesamte Schlossgebäude fast vollständig zerstört. Teilweise brachen durch die Wucht des einstürzenden Dachbereiches die Geschossdecken bis zum Erdgeschoss durch. Der entstandene Schaden wurde auf über 100 Millionen Tschechische Kronen (ca. 3,5 Mio. Euro) geschätzt.
Die Wiederherstellung des Schlosses beschränkt sich bis jetzt nur auf Sicherungsmaßnahmen, so wurde noch im Jahre 2003 ein Notdach errichtet. Von der Gemeinde Zahrádky in Tschechien wurde eine Spendensammlung für den Wiederaufbau ins Leben gerufen.

## Schlosspark
Der Schlosspark gehört zu den bedeutendsten seiner Art in Tschechien. Er beherbergt 20 Arten von Nadelbäumen und 17 verschiedene Laubbaumarten. Die Westhälfte des Parkes wurde nach 1945 Eigentum des Staatsgutes, ein hoher Eisenzaun teilt die Anlage seitdem in zwei Hälften. Dieser Teil des Parkes ist heute verwildert und als solcher nicht mehr erkennbar. Der Wiederaufbau der Orangerie an der Nordseite des Parks wurde 2002 begonnen, jedoch nach dem Brand im Schloss abgebrochen.